# NRCU Symphony Orchestra
National Radio Company of Ukraine Symphony Orchestra (meist kurz: NRCU Symphony Orchestra; ukrainische Schreibweise: Симфонічний Оркестр НРКУ; zu Deutsch etwa: Nationales Radiosinfonieorchester der Ukraine) ist die internationale Bezeichnung des Rundfunkorchesters der ukrainischen staatlichen Hörfunkanstalt Natsionalna Radiokompanya Ukraïny. 

## Geschichte
Das neu gegründete Orchester des damaligen ukrainischen Radio-Centers hatte als Teil des Radio-Theaters am 5. Oktober 1929 in Charkiw seinen ersten öffentlichen Auftritt. Begleitet von positiver Resonanz galt dieses Konzert als wichtiger Moment in der Kulturgeschichte des Landes. Unter der Leitung von Yakiv Rozenshteyn umfasste das Orchester 45 Mitglieder. Am 14. Oktober eröffnete es seinen ersten symphonischen Zyklus mit Tschaikowskis Sinfonie Nr. 5 in e-Moll und Suite Nr. 3 in G-Dur.
Aufgrund politischer Umbrüche sowie interner Änderungen verlagerte das Orchester 1934 seinen Standort in die neue Hauptstadt der Ukraine, Kiew, und erhöhte seine Mitgliederanzahl auf 60 Musiker. Bis 1937 war es das einzige staatlich geförderte große Orchester, das sich ausschließlich sinfonischen Werken widmete. In der Folge begann das Ensemble neben seinen Rundfunkaufnahmen für internationale Plattenlabels zu produzieren. Auch fanden weiterhin Konzerte statt, deren Videoaufzeichnungen sich bald als kommerziell besonders erfolgreich herausstellten und die finanziellen Mittel des Orchesters merkbar steigerten.
Für seine Verdienste um die Pflege der osteuropäischen, besonders der ukrainischen Musiktradition und mit über 10.000 Produktionen erhielt das Orchester 1971 den Ehrentitel Verdientes Kollektiv, für seine Verdienste in der Entwicklung musischer Kunst in der Ukraine wurde ihm 2001 akademischer Status verliehen.
Im Laufe der Jahre arbeitete das Orchester mit international renommierten Dirigenten wie Mykola Kolessa, Natan Rachlin, Theodore Kuchar oder Aram Gharabekian zusammen und gastierte auf Konzerttourneen in Ländern wie Deutschland, Italien, Frankreich, Spanien, Polen, Südkorea, Iran und Algerien.

## Dirigenten
- Jakiw Rosenstein
- Peter Adler
- Mychailo Kannerstein
- Petro Poljakow
- Konstantin Simeonow
- Wadym Gnedasch
- Wolodymyr Sirenko
- Wjatscheslaw Blinow
- Wolodymyr Scheiko